# تاتا پاور
تاتا پاور (به انگلیسی: Tata Power) شرکت برق هندی مستقر در بمبئی است که ظرفیت نصب شده‌ای معادل ۷٫۷۰۰ مگاوات را دارا می‌باشد. این شرکت یکی از شرکت‌های زیرمجموعه گروه تاتا می‌باشد.
شرکت تاتا پاور در سال ۱۹۱۱ توسط دورابجی تاتا تأسیس شد و امروزه در زمینه تولید انرژی الکتریکی، اکتشاف گاز طبیعی و توزیع انرژی الکتریکی فعالیت می‌کند. بخشی از سهام این شرکت در بازارهای بورس اوراق بهادار بمبئی و بورس اوراق بهادار ملی هند معامله می‌شود.